# Auguste Baussan
Auguste Baussan, né à Avignon le 21 mai 1829 et mort à Montpellier le 23 février 1907, est un sculpteur français.

## Biographie
D'origine avignonnaise, Auguste Baussan est formé par son père Joseph Baussan (1791-1871), lui-même sculpteur, et par le peintre Charles Matet à Montpellier. Baussan participe activement au milieu artistique montpelliérain de la seconde moitié du XIXe siècle avec Matet, Michel Maximilien Leenhardt, Édouard-Antoine Marsal et Frédéric Bazille. Il est professeur de sculpture à l'école des beaux-arts de Montpellier. Ses premières commandes publiques le feront connaître des particuliers.
À Montpellier, il réalise le maître-autel et le retable de la basilique Notre-Dame des Tables en 1853 et une statue pour l'Opéra Comédie.
Il réalise pour la ville d'Agde en 1858, une fontaine avec trois lions en marbre blanc, surmontée d'une statue en marbre de Carrare, Agathé dite La belle Agathoise, une allégorie de la ville. Pour la même ville, il sculpte en 1874 le Monument à Claude Terrisse, un buste du marin agathois, corsaire du roi sous Louis XIII et Louis XIV.
Au cours des années 1860, deux édifices religieux sont construits à Montpellier : Sainte-Anne et Saint-Roch, sur les projets de l'architecte de la ville Cassan. Le programme extérieur de sculpture monumentale (portail) est confié à Auguste Baussan mais le projet est interrompu. Seule la statue de saint Roch, destinée au sommet du gable de la façade principale, a été réalisée.
En 1870, Auguste Baussan est missionné de la décoration du portail du transept dédié à la Vierge de la cathédrale Saint-Pierre. Le bas-relief qu’il réalise pour orner le linteau représente le couronnement de la Vierge avec la mise au tombeau et l’adoration des mages. Il s’inspire du décor sculpté du portail du Jugement dernier de la Vierge de la cathédrale Notre-Dame de Paris dans le goût du XIIIe siècle.
Pendant l'été 1884, le choléra sévit dans tout le Midi de la France et la ville de Montpellier est épargnée. Ce fait est attribué à la protection du saint thaumaturge, Roch, né à Montpellier. Baussan se voit alors confier la réalisation d'une statue monumentale dans l'église. Le saint montpelliérain est, quant à lui, représenté sous les traits d'un jeune homme en costume de pèlerin en prenant pour modèle posthume son ancien élève Frédéric Bazille, les yeux levés au ciel, la main gauche ouverte dans un geste de ravissement. La statue, inaugurée et bénite en 1894, est accueillie favorablement, notamment par Frédéric Fabrège qui, avec beaucoup d'enthousiasme, qualifie Baussan de « Michel-Ange montpelliérain ».

## Œuvres répertoriées
- Agde :
  - Place de la Belle Agathoise : Agathé, dite La Belle Agathoise, 1858, fontaine, statue en marbre[4] ;
  - Promenade : Monument à Claude Terrisse, 1876[7].
- Alès : Monument à Louis Pasteur, 1896, bas-relief[8] ;
- Béziers, cimetière Vieux : Monument funéraire de Fortuné Singla, 1876[9] ;
- Lodève, cimetière : Monument funéraire de Georges Fabre, 1882[10] ;
- Montpellier :
  - centre hospitalier Saint-Éloi :
    - Monument à Combal, 1894[11] ;
    - Monument à Dubrueil, 1894[12] ;
    - Monument à Jacques-Mathieu Delpech, 1898[13].

  - cimetière protestant :
    - Monument funéraire d'Ernest Audibert, 1902[14] ;
    - Monument funéraire de Frédéric Bazille, buste en pierre[15]. L'exemplaire en bronze du bas-relief La Jeunesse[16] est d'Henri Chapu[17].

  - cimetière Saint-Lazare :
    - Monument funéraire de Polge, 1904[18] ;
    - Monument funéraire de Joseph et Auguste Baussan, 1906[19].

  - église Saint-Roch : Statue de saint Roch, 1894[6] ;
  - square Planchon : Monument à Jules Émile Planchon, 1893[20] ;
  - université de Montpellier : Buste d'Armand Sabatier, 1905[21].

## Hommages
Une impasse porte son nom à Montpellier et une rue à Agde.
Une stèle commémorative réalisée par Raoul Dussol a été érigée en 1911 au square de la Tour des Pins à Montpellier.

Œuvres d'Auguste Baussan
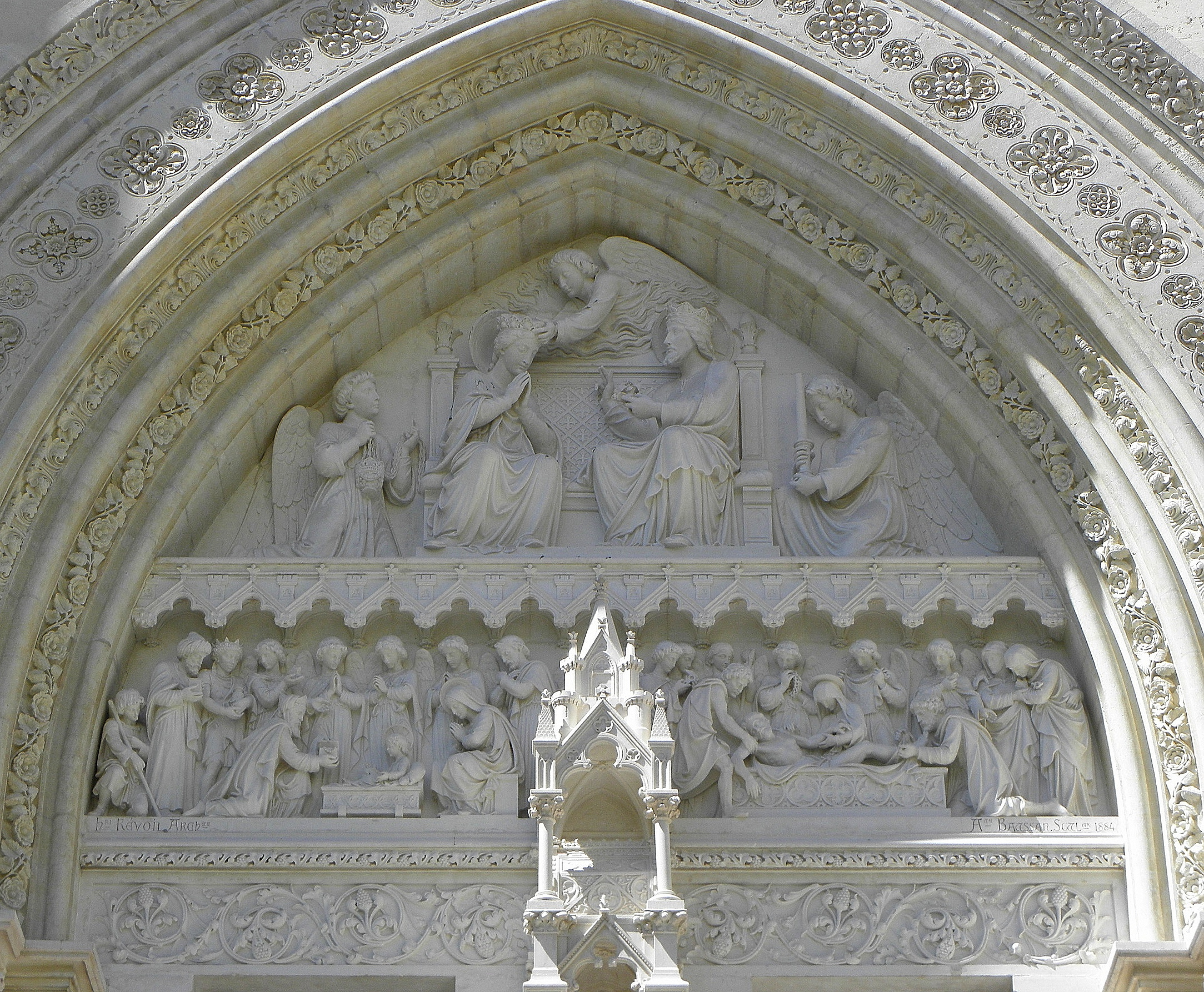
Tympan de la cathédrale Saint-Pierre de Montpellier.
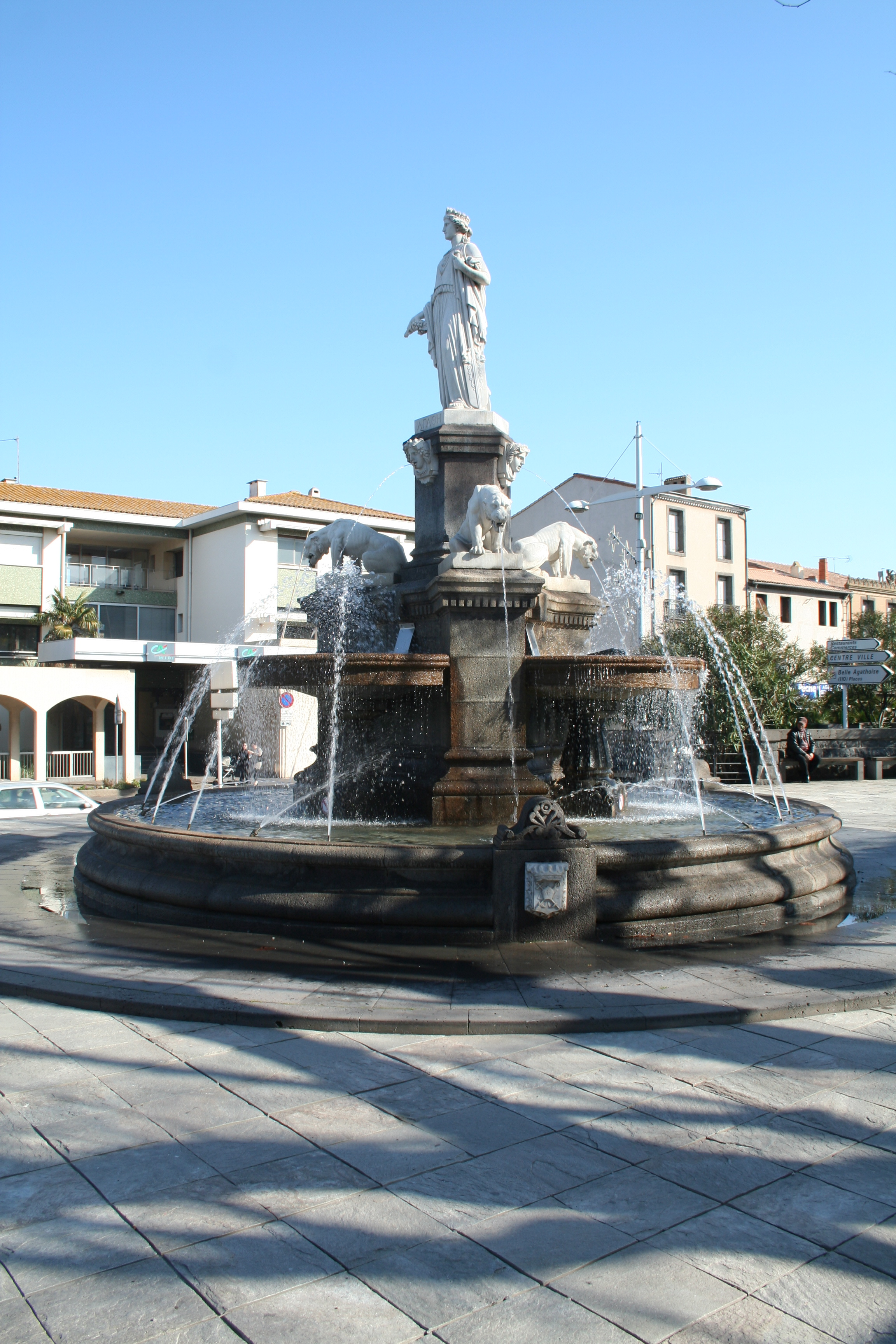
La Belle Agathoise (1858), fontaine, Agde.
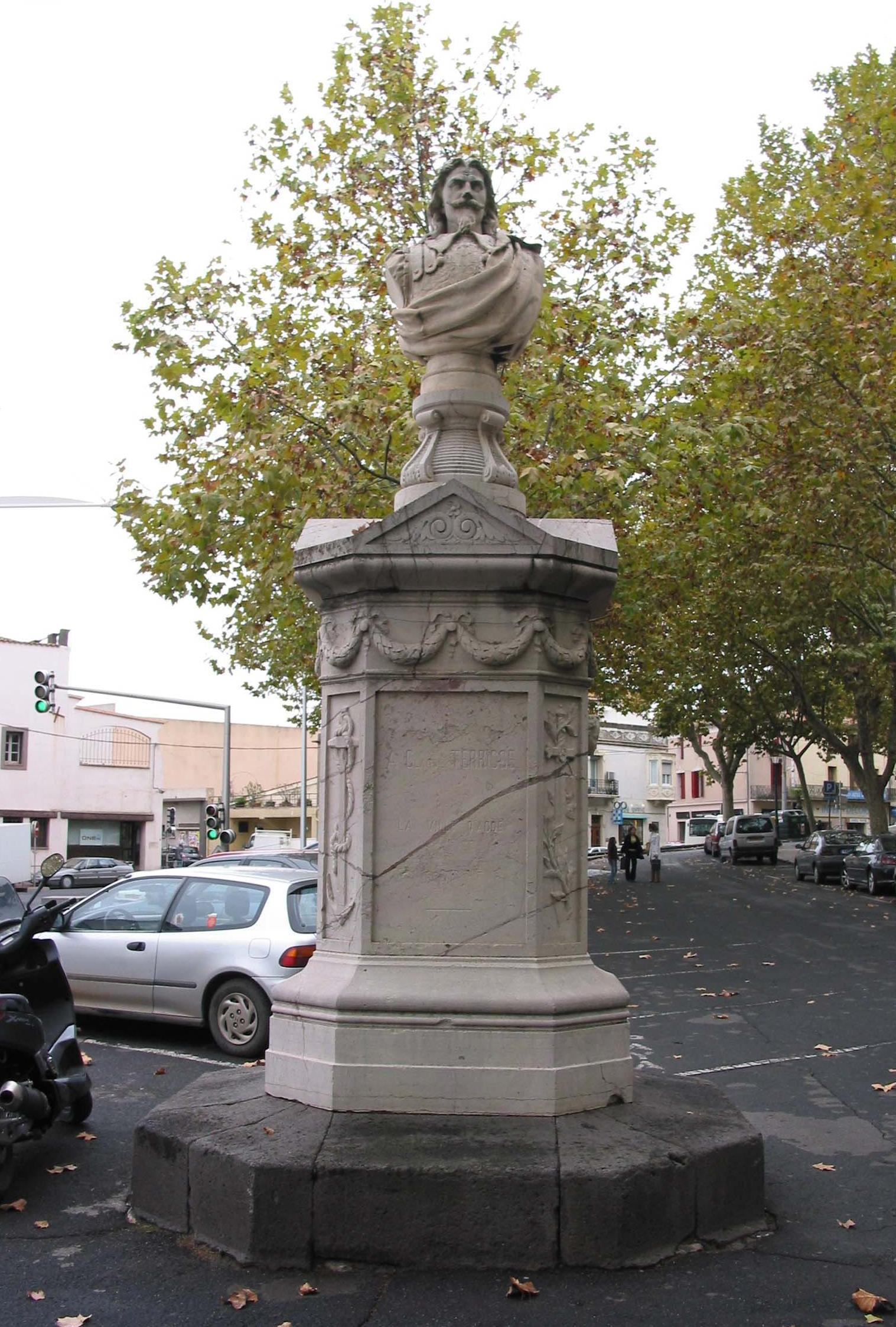
Monument à Claude Terrisse (1876), Agde.
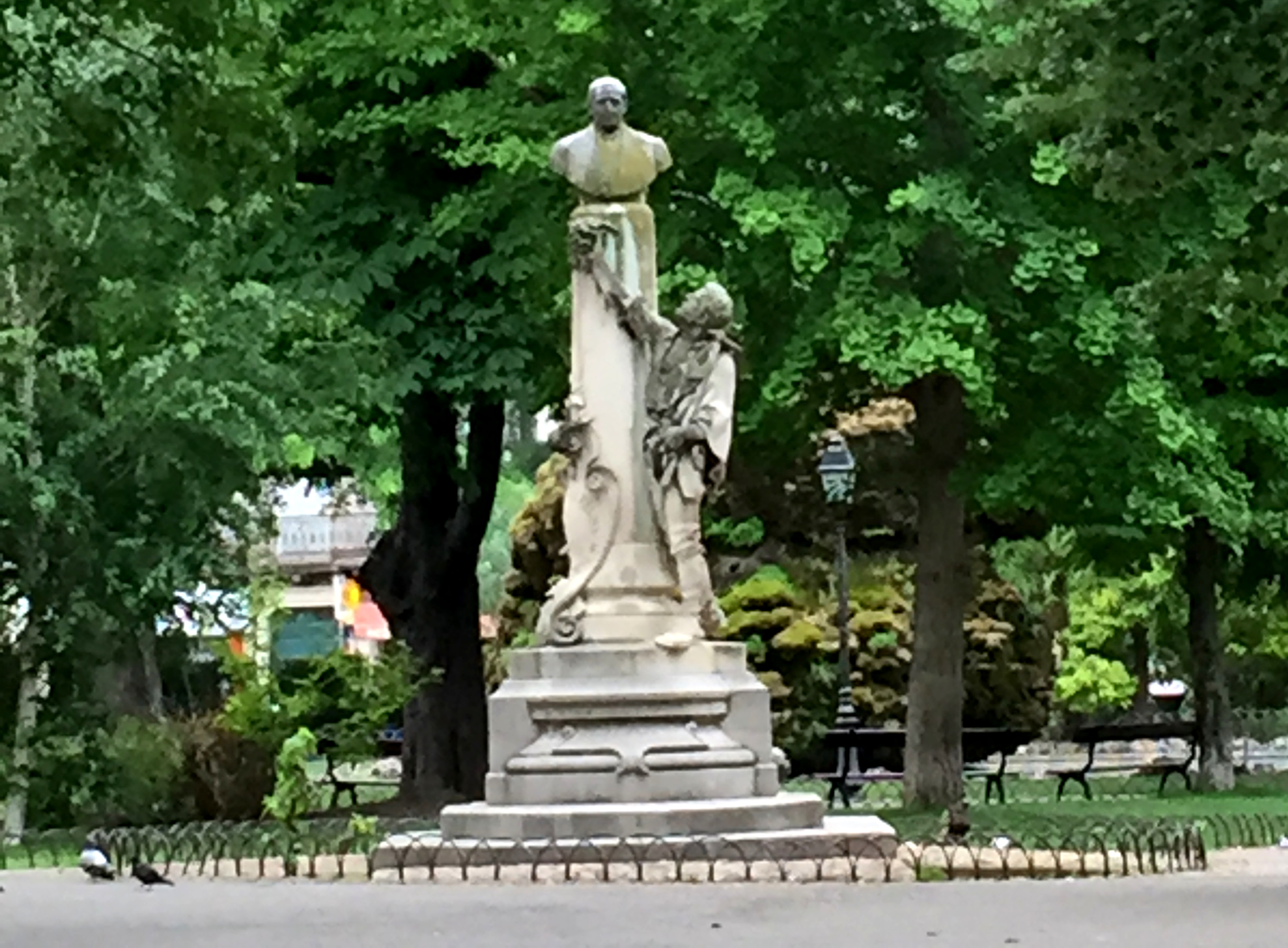
: Monument à Jules Émile Planchon (1893), Montpellier, square Planchon.
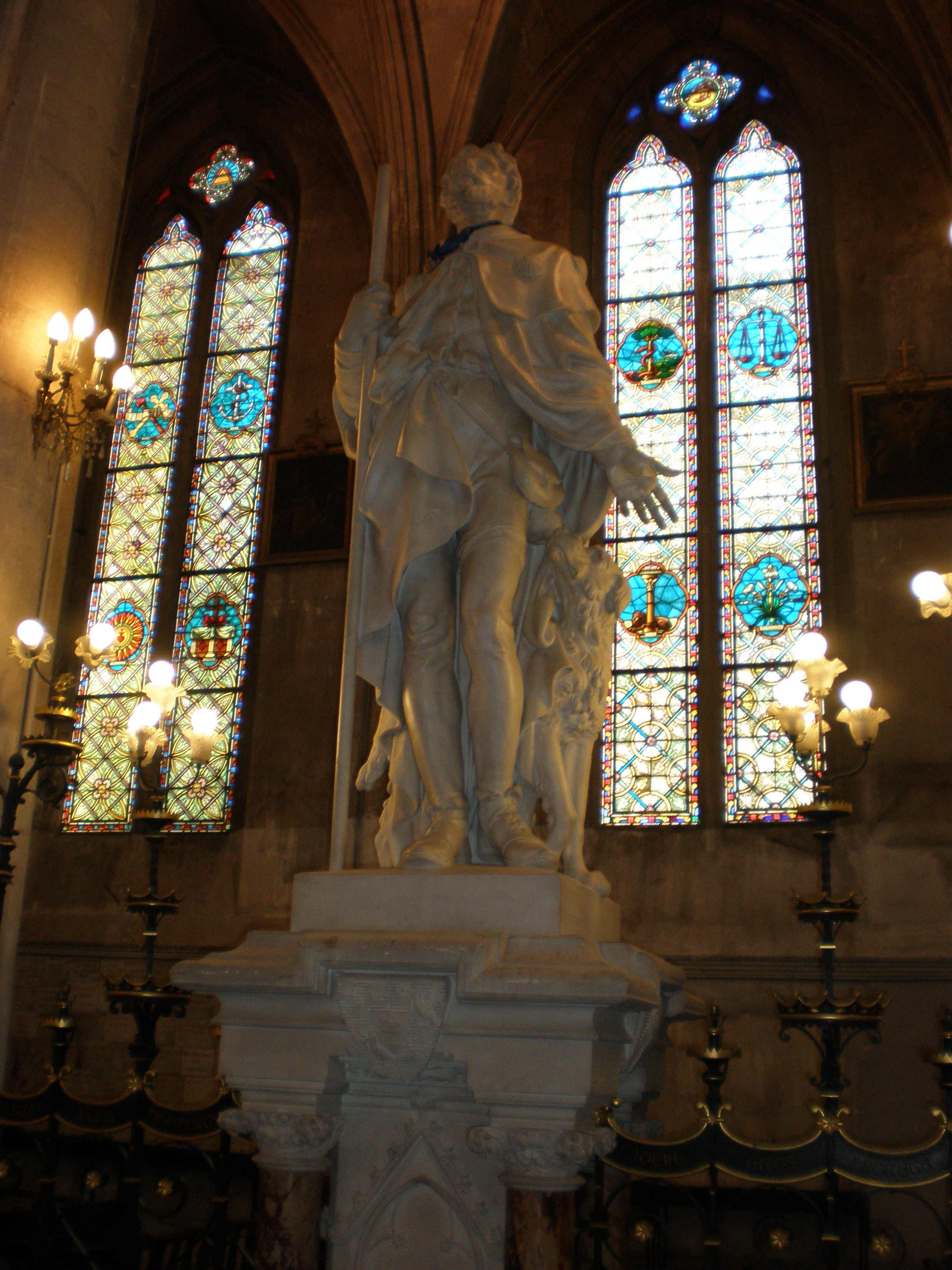
Statue de saint Roch (1894), Montpellier, église Saint-Roch.
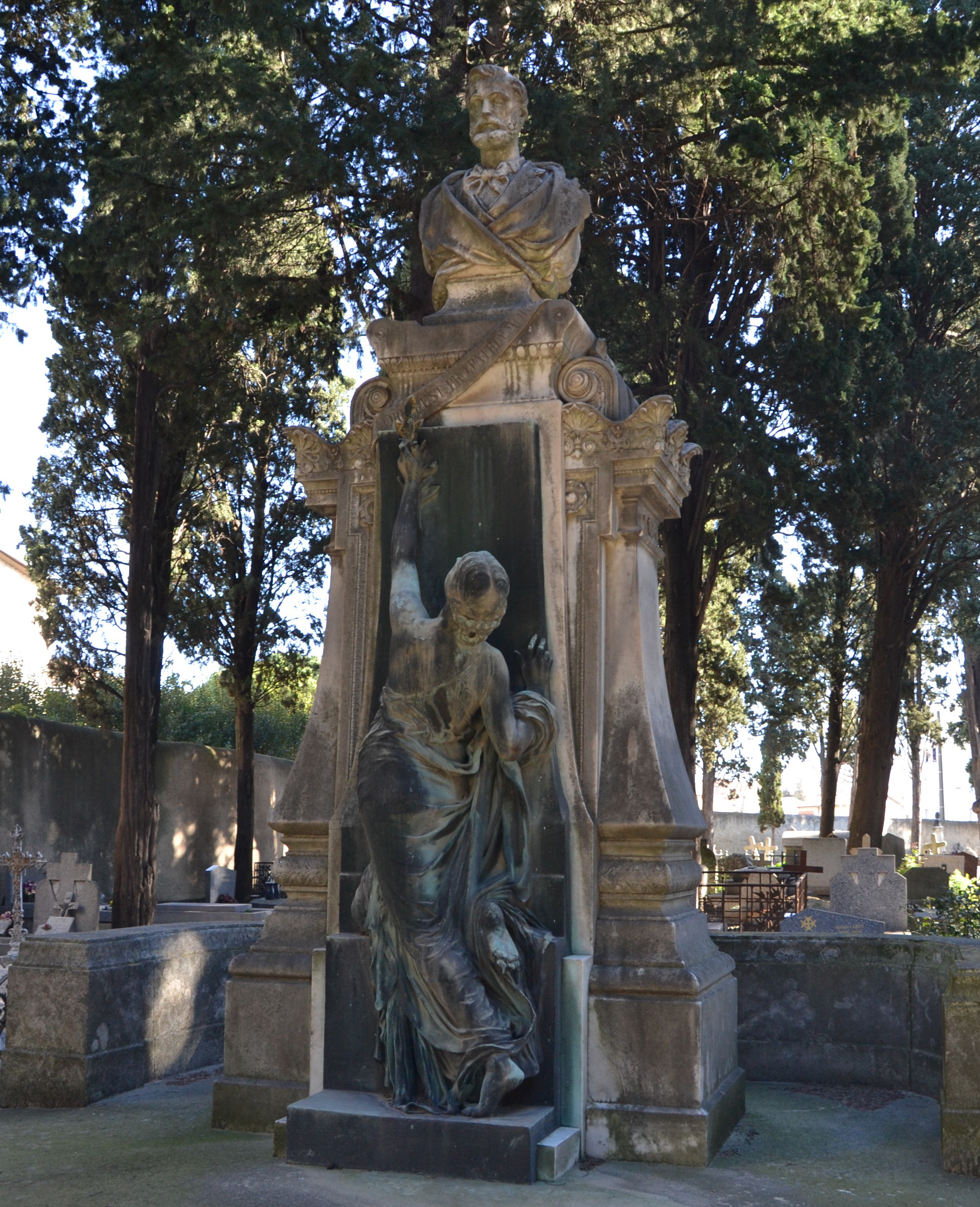
Monument funéraire de Frédéric Bazille buste, cimetière protestant de Montpellier (bas-relief d'Henri Chapu).
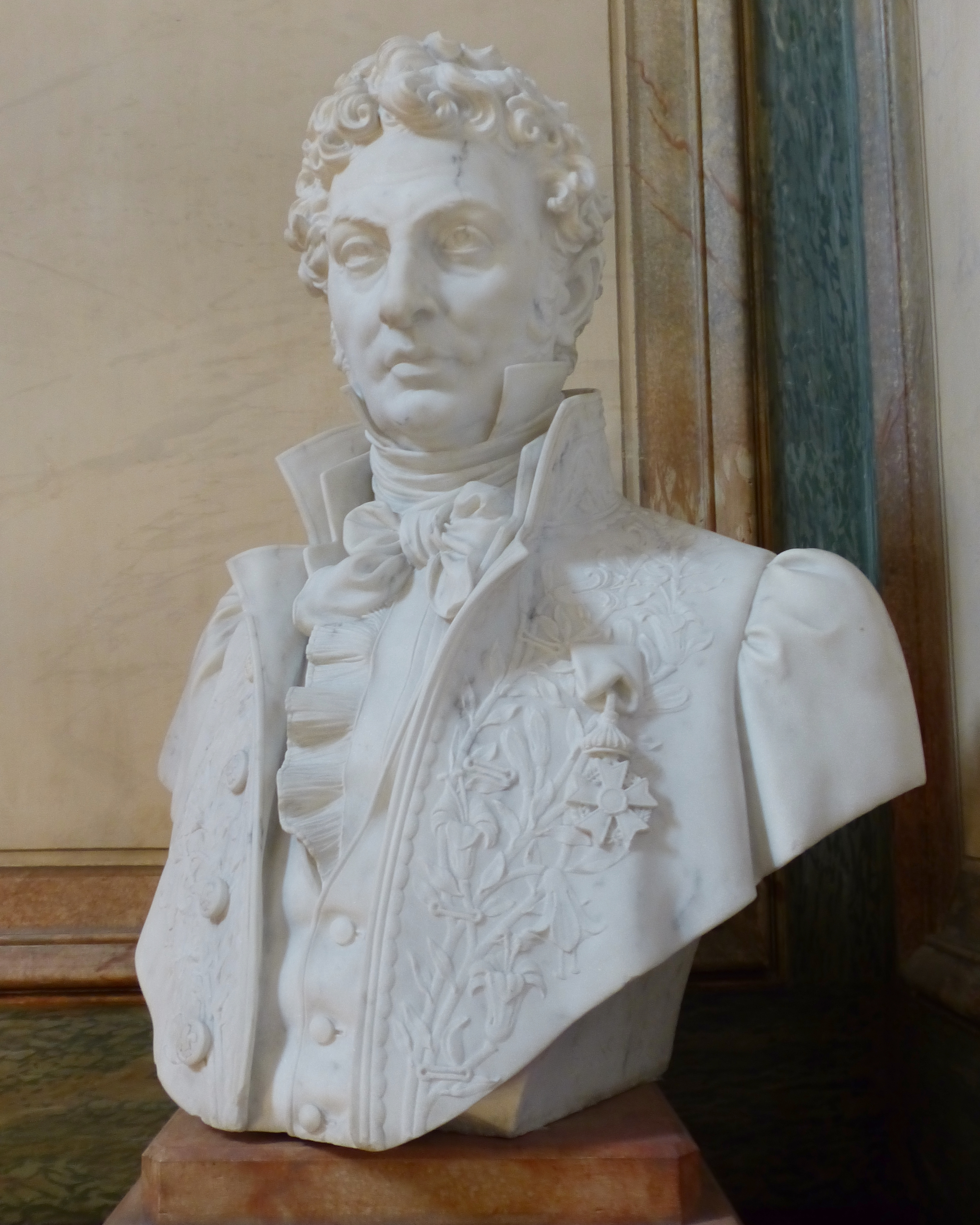
Augustin Creuzé de Lesser, Montpellier, musée Fabre.